# هوگو هاس

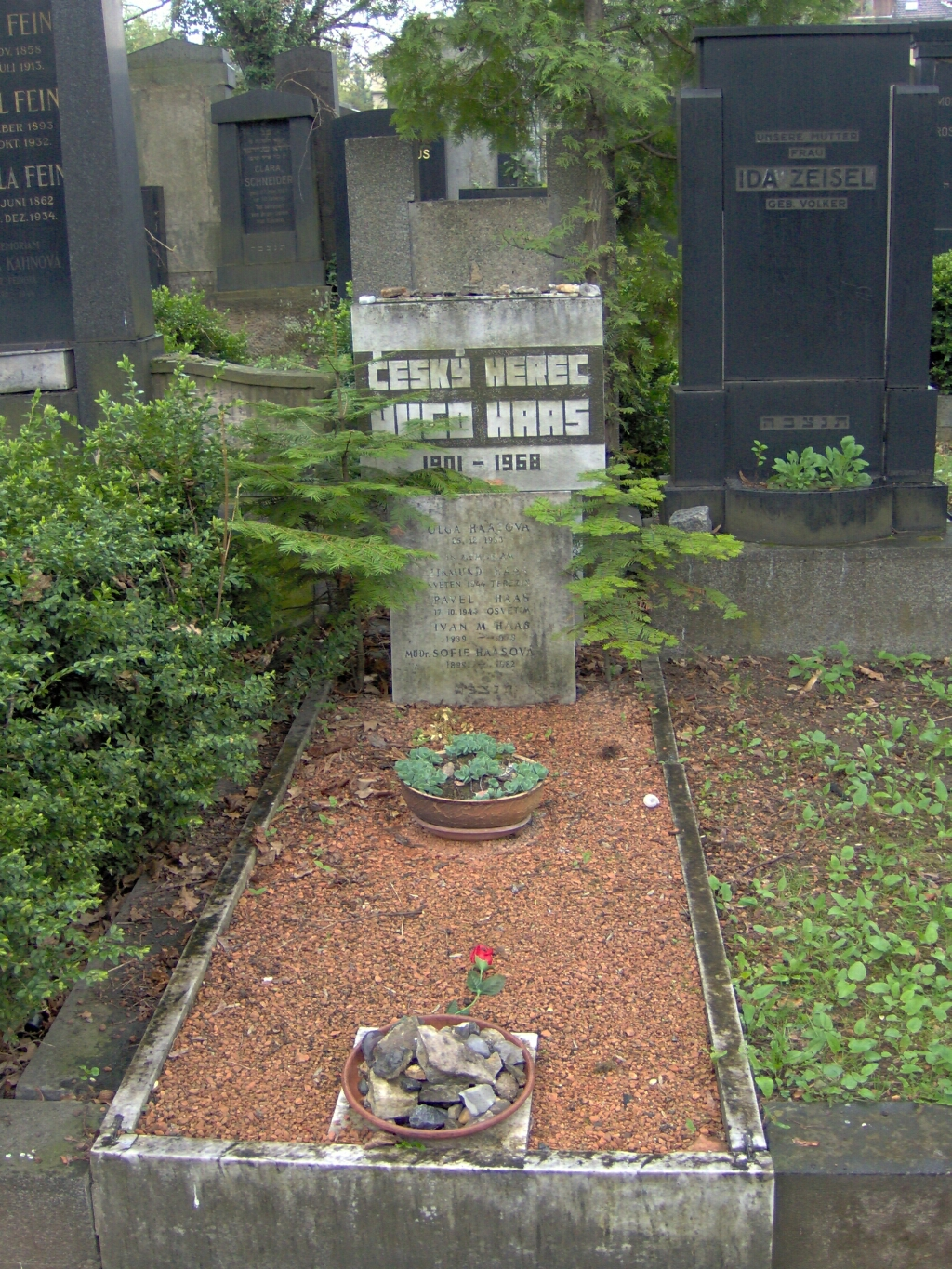
گور هوگو هاس در گورستان یهودیان در برنو

هوگو هاس (انگلیسی: Hugo Haas؛ ۱۸ فوریهٔ ۱۹۰۱ – ۱ دسامبر ۱۹۶۸) یک هنرپیشه، کارگردان فیلم، و فیلم‌نامه‌نویس اهل جمهوری چک بود. وی بین سال‌های ۱۹۲۶ تا ۱۹۶۲ میلادی فعالیت می‌کرد.
از فیلم‌ها یا برنامه‌های تلویزیونی که وی در آن نقش داشته است می‌توان به معادن شاه سلیمان، مبارز اهل کنتاکی و خواهر آنجلیکا اشاره کرد.
وی در وین، اتریش در اثر عوارض آسم درگذشت.